# Les 37 Sous de M. Montaudoin
Les 37 Sous de M. Montaudoin est une comédie-vaudeville en un acte d'Eugène Labiche, en collaboration avec Édouard Martin, représentée pour la première fois à Paris au Théâtre du Palais-Royal le 30 décembre 1862.
Elle a été publiée aux éditions Dentu.

## Résumé
Aujourd'hui, monsieur Montaudoin marie sa fille Fernande à un caissier, Isidore. Cependant, le papa est anxieux, méfiant et soupçonneux. Il dévoile a un ami, Penuri, que depuis la naissance de sa fille, il y a juste vingt ans, tous les jours quelqu'un lui dérobe la somme insignifiante de 37 sous, jamais ni plus ni moins. Avec l'aide de Penuri, il veut résoudre cette énigme. Quant à la femme de Montaudoin, elle désire attribuer une dot supplémentaire de 13 505 francs, mais sans que son mari n'en connaisse la provenance. Aussi elle confie l'argent à Penuri afin qu'il offre lui-même cette somme. Alors que celui-ci s'exécute, Montaudoin pense alors que son ami a eu une aventure avec son épouse et qu'il est le père de Fernande. C'est alors que Penuri a l'idée d'effectuer un petit calcul, qui s'avère être extrêmement laborieux : multiplier l'âge de Fernande en jours par les 37 sous dérobés journalièrement, et, le résultat est 271 000 sous, soit 13 505 francs !

## Quelques répliques
- Scène 1 :

Madame Montaudoin : « M. Isidore, ton prétendu, est dans une bonne position ».
Fernande : « Je crois bien ! Caissier chez un gros commerçant de la rue du Sentier... deux mille quatre cents francs d'appointements ».
Joséphine (la bonne) : « Et le déjeuner ».
Fernande : « Et des yeux noirs ! »
- scène 7 : Isidore : "Jamais dieu merci en tant que caissier je devrai le remettre de ma poche"
- Scène 8 :

Penuri, l'ami de M. Montaudoin : « Ah ! J'en ai de bonnes à te raconter sur Étampes ! Tu sais bien... la mère Préventin... la marchande de tabac ? »
Montaudoin : « Oui ! »
Penuri : « Eh bien, nous l'avons enterrée mercredi ».
- Scène 8 :

Montaudoin (cherchant ses 37 sous qui ont disparu) : « Ah ! C'est vous, Joséphine... Voici mon ami, M. Pénuri... Regardez-le bien en face ».
Penuri, à part : « Elle est gentille ! »
Montaudoin, bas à Pénuri : « Je parie qu'elle les a cachés dans son corsage ».
Penuri, à part : « Il serait peut-être bon de s'en assurer ! »
[...]
Montaudoin : « Souvenez-vous qu'aux yeux de la société, celui qui prend trente-sept sous est aussi coupable que celui qui prend un million »
- Scène 10 :

Madame Montaudoin, entrant par la gauche, en grande toilette : « Je crois que cette robe est... »
Penuri : « Frissonnante ! Frissonnante ! »
- Scène 15 :

Lemartois (le notaire) : « Monsieur, j'en suis à mon cent quatorzième contrat... et je n'ai jamais rien vu de semblable... »
- Scène 16 :

Montaudoin (à sa fille, qu'il marie) : « Tu ignores les mystères de la vie parisienne !... Tu ne sais pas qu'il y a des tigres... qui viennent déposer leurs œufs dans le ménage des colombes ! »
Fernande : « Mais, papa, les tigres n'ont pas d'œufs ! »
Montaudoin : « Ces reptiles ne devraient pas en avoir, mais ils en ont ! »
Source : Théâtre de Labiche, vol. II, p. 744 et suiv.

## Distribution
| Acteurs et actrices ayant créé les rôles |                     |
| Personnage                               | Acteur ou actrice   |
| Montaudouin                              | Geoffroy            |
| Pénuri                                   | Hyacinthe           |
| Isidore                                  | M. Fitelier         |
| Lemartois, notaire                       | Kalekaire           |
| Mme Nisida Montaudouin                   | Mme Delille         |
| Fernande, sa fille                       | Mme Hortense Damain |
| Joséphine, bonne                         | Mme Protat          |

## Reprises
- 2013 : Théâtre Le Public à Saint-Josse-ten-Noode, mise en scène de Michel Kacenelenbogen